# Port lotniczy Farah
Port lotniczy Farah (IATA: FAH, ICAO: OAFR) – port lotniczy położony w mieście Farah, w Afganistanie.